# Gelività
La gelività (o gelivazione) è l'attitudine di un corpo a rompersi a seguito di sollecitazioni dovute ai cicli gelo/disgelo.
Viene usato generalmente riferito a materiali lapidei in edilizia oppure a rocce e terreni.
Il caso tipico riguarda la situazione in cui l'acqua, gelando (a temperature uguali o inferiori allo zero), diventa ghiaccio, aumenta di volume e pertanto i materiali porosi, se imbibiti di acqua, si crepano o frammentano. È quindi strettamente correlata, ma non proporzionalmente,  con il coefficiente di imbibizione dei materiali considerati, cioè alla loro maggiore o minore capacità di imbibirsi di acqua.